# Viola (Arkansas)
Viola est un village situé dans l’État américain de l'Arkansas, dans le comté de Fulton.